# Marianne Köhnlein-Göbel
Marianne Köhnlein-Göbel (* in Pforzheim) ist eine deutsche Sängerin (Sopran) und Gesangspädagogin.

## Werdegang
Marianne Köhnlein-Göbel absolvierte ihre musikalische Ausbildung und ihr Gesangsstudium an der staatlichen Hochschule für Musik und Darstellende Kunst Stuttgart bei Alfred Paulus und bei Kammersänger Anton Dermota in Wien. Opernreife bekam sie an den Württembergischen Staatstheatern Stuttgart.
Opernengagements, Liederabende und Konzertverpflichtungen erfolgten in den Niederlanden, Frankreich, der Schweiz, Österreich und Italien. Köhnlein-Göbel trat bei Konzerten in Süddeutschland wiederholt als Solistin auf. 1966 sang sie bei einem Liederabend in Stuttgart die Due poesie di Saffo von Luca Lombardi.
Funkaufnahmen bei Radio Hilversum, beim Österreichischen Rundfunk, beim Südwestfunk und beim Süddeutschen Rundfunk begleiteten die Stationen ihrer sängerischen Laufbahn.
Zahlreiche junge Sängerinnen bereitete sie auf die Gesangslaufbahn vor, darunter Christa Maria Hell, Susanne Hofmann-Babinetz, Sybille Plocher-Ottersbach, Karin Rommel und Ulrike Sonntag. Beim Wettbewerb Jugend musiziert erhielten alle teilnehmenden Schüler 1. und 2. Preise im Landes-, Regional- und Bundeswettbewerb.
Von 1989 bis 1995 war sie Dozentin für Gesang an der staatlichen Hochschule für Musik und Theater München. Bis heute unterrichtet sie freiberuflich in Stuttgart-Bad Cannstatt.
Neben ihrer Unterrichtstätigkeit ist Köhnlein-Göbel auch als Malerin tätig. Ihre Bilder sind in verschiedenen Ausstellungen und in ihrem privaten Atelier zu sehen. Seit 1957 lebt sie in Stuttgart-Bad Cannstatt.

## Diskographie (Auswahl)
- J. S. Bach: Johannes-Passion, Karl Münchinger, DECCA, 2001, Magd[11][12]
- Marianne Köhnlein-Göbel singt Lieder von Spohr, Schubert, Mendelssohn-Bartholdy und Schumann[13] (LP, 1983)